# Azanos (antigua ciudad)
Azanos o Ezanos  (en griego antiguo: Αἰζανοί, Ἀζανοί latinizado como Aezani) fue una antigua ciudad griega en Anatolia occidental. Ubicada al noroeste del poblado de Çavdarhisar, provincia de Kütahya. Las ruinas están situadas a orillas del río Penkalas, a unos 1000 m sobre el nivel del mar. La ciudad fue un importante centro político y económico en la época romana, entre los restos que sobreviven están un templo de Zeus, un complejo de teatro y estadio combinado, y un macellum con el Edicto de Precio de Diocleciano. La ciudad entró en decadencia en la Antigüedad tardía. En 2012 el sitio fue presentado para su inscripción en la Lista del Patrimonio Mundial de la UNESCO como ciudadela.

## Historia
El asentamiento se conoce en la zona desde la Edad de Bronce. El nombre de la ciudad puede derivar de Azan, uno de los tres hijos de Arcas y la ninfa Erato, ancestros legendarios de los frigios. Durante el período helenístico la ciudad pasó del Reino de Pérgamo al Reino de Bitinia, antes de ser legada a Roma el año 133 AC. Continuó acuñando sus propias monedas. Sus edificios monumentales datan de principios del Imperio hasta el siglo III.
Azanos formaba parte de la provincia romana de Frigia Pacatiana. Se convirtió en un obispado cristiano en una etapa temprana, y su obispo Pisticus (o Pistus) participó en el Primer Concilio de Nicea, el primer concilio ecuménico, en 325. Pelagio estaba en un sínodo que el patriarca Juan II de Constantinopla organizó apresuradamente en 518 y que condenó a Severo de Antioquía; también estuvo en el Segundo Concilio de Constantinopla en el 553. Gregorio estuvo en el Concilio Trulano de 692, Juan en el Segundo Concilio de Nicea en 787 y Teófanes en el Concilio de Constantinopla (869) y en el Concilio de Constantinopla (879). Al principio el obispado era sufragáneo de Laodicea, pero cuando Frigia Pacatiana se dividió en dos provincias se convirtió en sufragánea de Hierápolis, la capital de la nueva provincia de Frigia Pacatiana II. Ya no es un obispado residencial, hoy Azanos está catalogada por la Iglesia Católica como sede titular.
Después del siglo séptimo, Azanos entró en decadencia. Más tarde, en tiempos de la dinastía selyúcida, la colina del templo fue convertida en una ciudadela (en turco: hisar) por los un grupo de tártaros Çavdar. Las ruinas de Aezani/ Aizanoi fueron descubiertas por viajeros europeos en 1824. El trabajo de investigación en las décadas de 1830 y 1840 fue seguido por una excavación sistemática realizada por el Instituto Arqueológico Alemán desde 1926, que se reanudó en 1970 y continúa actualmente.

## Edificios y estructuras antiguas

### Templo de Zeus

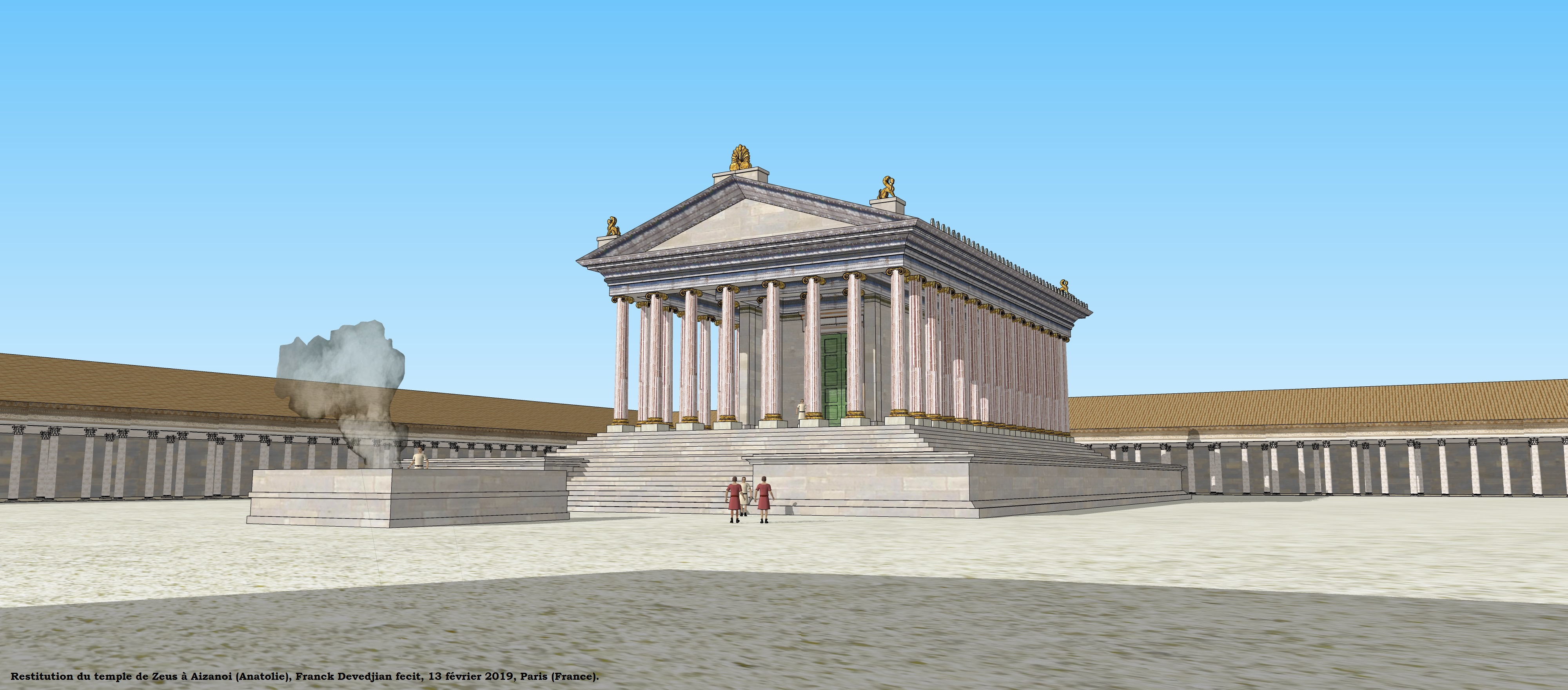
Reconstrucción del templo de Zeus

El Templo de Zeus, situado sobre una colina, era el santuario principal de la ciudad. Los hallazgos de cerámica indican que estuvo habitado en la primera mitad del tercer milenio antes de Cristo. Según una lectura reciente de la inscripción del arquitrabe, la construcción del templo comenzó bajo Domiciano. Las inscripciones informan de la asistencia del emperador Adriano en relación con el cobro de alquileres no pagados, así como el evergetismo de Marco Apuleius Eurykles. Más tarde, los tártaros Çavdar esculpieron en el templo escenas ecuestres y de batalla. El templo es pseudodíptero, con ocho columnas en los extremos y quince a lo largo de los lados (35 m x 53 m). Fue dañado por el terremoto de Gediz en 1970 y desde entonces ha sido restaurado.

### Teatro y estadio

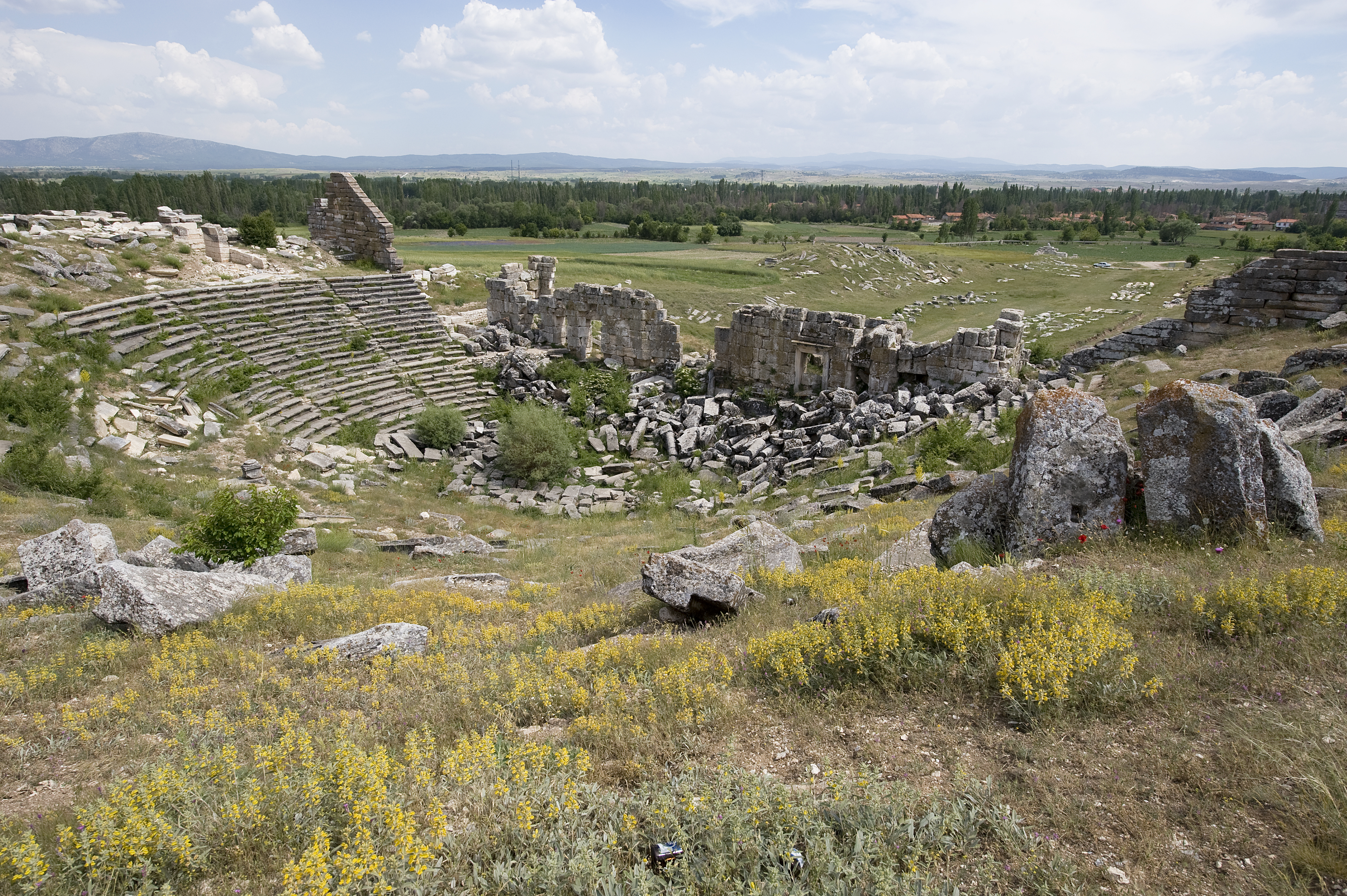
Complejo del teatro-estadio

El teatro-estadio de Azanos se construyó como una edificación conjunta y se dice que este complejo combinado es único en el mundo antiguo. Separando los dos está el edificio del escenario. La construcción comenzó después de 160 AD y se completó a mediados del siglo tercero. Las inscripciones nuevamente confirman el evergetismo de M. Apuleius Eurycles.

### Baños
Se han identificado dos conjuntos de termas. El primero, entre el teatro-estadio y el templo, data de la segunda mitad del siglo II e incluye una palestra y muebles de mármol. El segundo, en el noreste de la ciudad, fue construido un siglo después; los mosaicos del piso representan a un sátiro y un ménade. Reconstruido un par de siglos más tarde, sirvió como sede del obispo.

### Mercado

Macellum, con el Edicto de Precio de Diocleciano

En el sur se encuentra un macellum circular que data de la segunda mitad del siglo. En el siglo IV fue inscrito en el Edicto sobre Precios Máximos de Diocleciano, que data de 301, un intento de limitar la inflación resultante de la depreciación de la moneda.

### Calle con columnas y stoa.
Las excavaciones recientes han revelado la existencia de un stoa, o pasarela cubierta, que data de ca. 400  AD, y una calle con columnas. Un Templo de Artemisa, que data de la época de Claudio (41-54), fue demolido para dar paso a la calle con columnas que tenía 450 m y conducía al santuario de Metro Steunene.

### Santuario de Metro Steunene
Un túnel profundo dentro de una cueva, ahora cegado, estuvo dedicado a Meter Steunene (una diosa de la Madre Tierra de Anatolia). Se han encontrado en las excavaciones figuras de culto hechas de arcilla, junto con dos pozos redondos aparentemente utilizados para el sacrificio de animales.

### Necrópolis
La gran necrópolis de la ciudad incluye ejemplos de lápidas frigias en forma de puerta. Las inscripciones tienen los nombres del fallecido o del donante; la decoración que lo acompaña incluye, para las tumbas de hombres, toros, leones y águilas, y para las de las mujeres, canastas con lana y un espejo.

## Museo de Kütahya

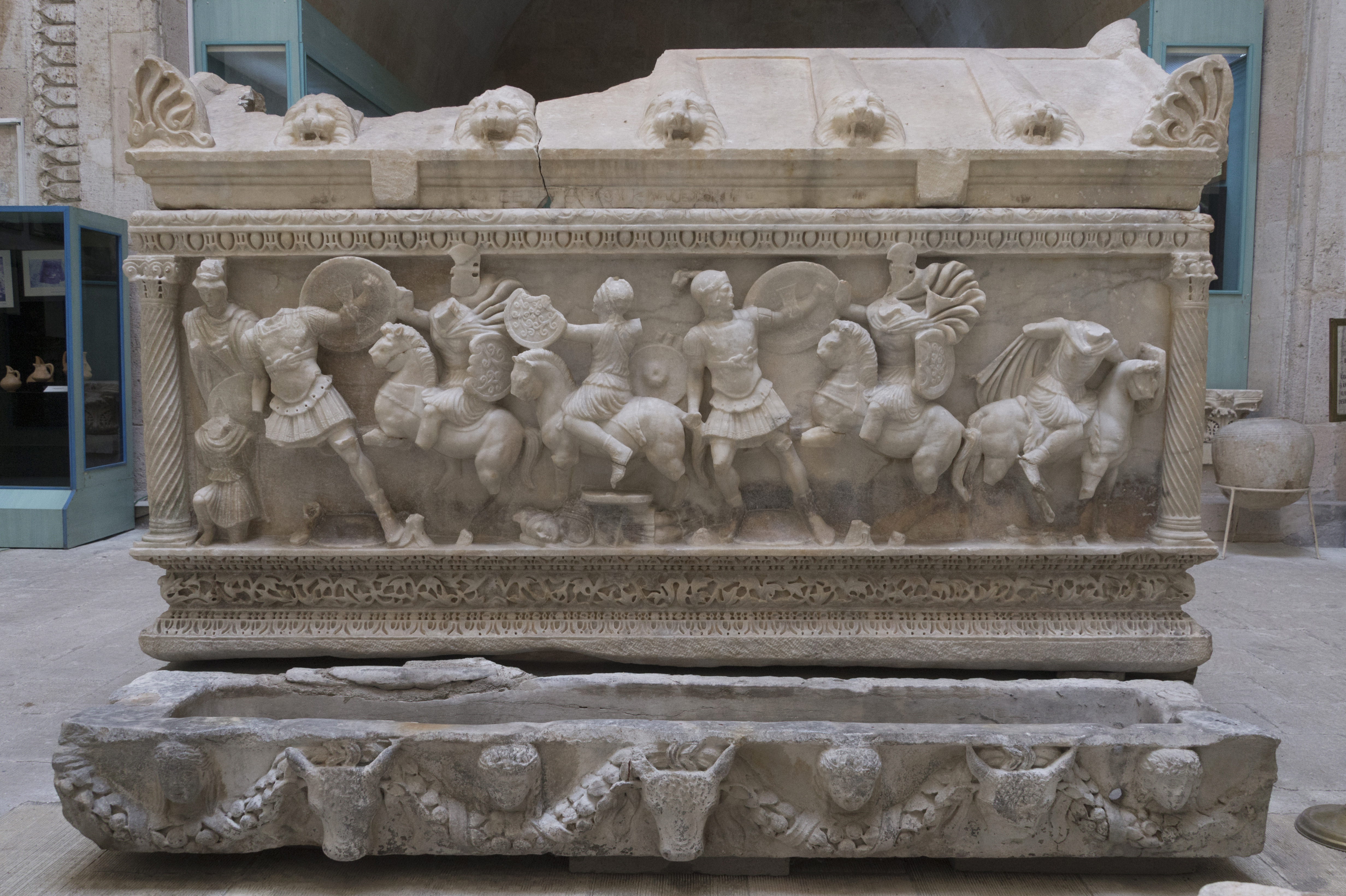
Sarcófago con amazonomaquia expuesto en el Museo Arqueológico de Kütahya

Algunos artículos de Azanos, entre ellos un sarcófago con una amazonomaquia, se han trasladado al Museo Arqueológico de Kütahya.